# Дельгадо, Рафаэль Марсело
Рафаэ́ль Марсе́ло Дельга́до (исп. Emanuel Brítez; род. 13 января 1990 года, Реконкиста, провинция Санта-Фе) — аргентинский футболист, защитник клуба «Колон».

## Биография
Рафаэль Дельгадо начинал заниматься футболом в родной Реконкисте, а затем попал в академию «Росарио Сентраля». В основном составе «железнодорожников» дебютировал 4 апреля 2011 года в игре против другой железнодорожной команды, «Феррокарриль Оэсте». «Росарио» разгромил соперников со счётом 3:0. Дельгадо вышел в стартовом составе, на 14 минуте заработал жёлтую карточку, а на 46 минуте забил первый гол своей команды (и первый в своей карьере).
Сыграв за «Росарио Сентраль» 102 матча в чемпионате и Кубке Аргентины и забив четыре гола, в декабре 2014 года Рафа стал свободным агентом. Первую половину 2015 года он провёл в «Эстудиантесе», а затем подписал контракт с «Дефенсой и Хустисией».
В 2018 году на правах аренды выступал за колумбийский «Атлетико Насьональ». После возвращения на родину помог своей команде впервые в её истории занять второе место в чемпионате Аргентины. В конце сезона 2019/20 в части сезона 2020/21 (до конца календарного года) на правах аренды выступал за «Колон». После возвращения присоединился к «Дефенсе и Хустисии» на поздних стадиях Южноамериканского кубка 2020, которые из-за пандемии COVID-19 прошли уже в 2021 году. Рафа помог своей команде впервые в истории завоевать трофей, который также стал международным.

## Титулы и достижения
- Вице-чемпион Аргентины (1): 2018/19
- Победитель Примеры B Насьональ (второй дивизион) (1): 2012/13
- Обладатель Южноамериканского кубка (1): 2020